# El Sismógrafo
El Sismógrafo es una revista de ocio y cultura. Su área de difusión comprende las provincias de Murcia y Alicante, España. El primer número salió a la calle en marzo del 2001. Existe una versión en línea de la revista.